# Patagioenas albipennis
La paloma moteada aliblanca (Patagioenas albipennis), también conocida como paloma manchada aliblanca o paloma de alas moteadas, es un taxón de ave columbiforme del género Patagioenas que ha sido tratado como una especie plena o como una subespecie de la paloma de alas manchadas (Patagioenas maculosa). Habita en valles y quebradas en zonas montañosas del centro-oeste de Sudamérica.

## Taxonomía
Descripción original
Este taxón fue descrito originalmente como una especie plena (con el nombre científico de Columba albipennis) en el año 1876 por dos británicos, el abogado y zoólogo Philip Lutley Sclater y el naturalista Osbert Salvin.
Localidad tipo
Para describir el taxón se empleó material coleccionado por el señor Whitely en una zona andina del Perú (“Pitumarca, Peruvia Alta”), completado con muestras capturadas por D. Forbes en Bolivia.
Etimología
Etimológicamente, el término genérico Patagioenas se construye con palabras en el idioma griego, en donde: patagéo significa ‘resonar’, ‘repiquetear’ y oinás es el nombre que se le daba a una especie de paloma —posiblemente a la paloma común (Columba livia)—. El epíteto específico albipennis se forma con palabras del latín, en donde: albi, albus significa ‘color blanco’ y pennis significa ‘con plumas’.

### Historia taxonómica y caracterización

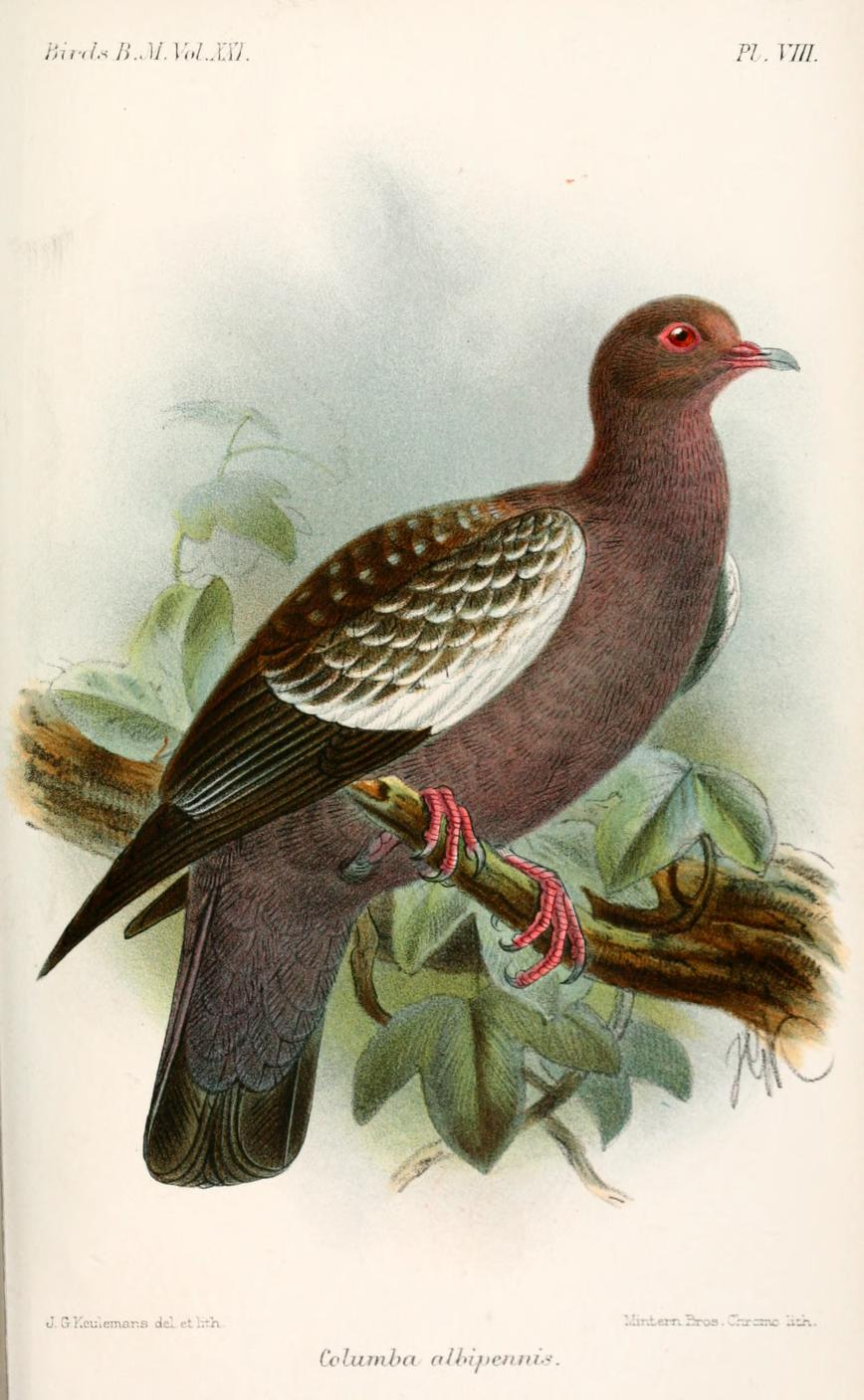
Dibujo de un ejemplar de este taxón, creación de John Gerrard Keulemans, publicado en el año 1893 en la obra: Catalogue of the Birds in the British Museum. Volume 21.

Al ser descrito, el taxón fue considerado una buena especie, la cual fue ubicada en el género Columba (Columba albipennis). Posteriormente se la consideró solo con un nivel de subespecie, dentro de la especie Columba maculosa (Columba maculosa albipennis).
El clado de palomas al que pertenece fue escindido en un género propio: Patagioenas, al cual la misma fue transferida, pero su tratamiento subespecífico no cambió (Patagioenas maculosa albipennis). Este acomodamiento genérico no fue seguido durante las últimas décadas del siglo XX, terminando por aceptarse en las primeras del siglo XXI. Finalmente, fue nuevamente elevada a la categoría de especie plena, Patagioenas albipennis al separársela de la muy similar Patagioenas maculosa, por razones cromáticas, morfológicas y biogeográficas.
Se distingue porque su plumaje posee una notable banda blanca a lo largo del borde inferior del ala —visible tanto en vuelo como cuando está en reposo—, que se forma por presenta amplios bordes blancos las plumas cobertoras externas alares; las pecas claras de las cobertoras alares son muy pálidas y mucho menos definidas; el iris es más pálido; morfológicamente tiene el pico algo más largo; biogeográficamente, ambos taxones no poseen zonas de superposición en sus distribuciones, siendo Patagioenas albipennis un habitante característico de las alturas, mayormente confinada por sobre los 2000 m s. n. m. y hasta los 4000 m s. n. m. o más, en cambio P. maculosa se distribuye en zonas de llanuras o sierras bajas, en altitudes desde el nivel marino hasta menos de 2000 m s. n. m., generalmente en áreas de menos de 1000 m s. n. m.
La longitud es de entre 33 y 34 cm. La cabeza, el cuello, la rabadilla y todo lo inferior es de color gris-azulado, con tono violáceo (especialmente en el macho), el dorso y las cobertoras alares son de color marrón-grisáceo con bordes blancos en cada pluma.

## Distribución y hábitat
Esta especie se distribuye en las regiones andinas del centro-oeste de Sudamérica, normalmente en altitudes entre los 2000 y los 4200 m s. n. m.. Habita en quebrada altiplánicas y zonas áridas o semiáridas, siendo favorecidas por la antropización del paisaje de los valles en tierras agrícolas, con jardín y cultivos de árboles ornamentales o de sombra.
Distribución en la Argentina
En la Argentina habita en la región noroeste. El primer registro fue en la provincia de La Rioja, realizado por Luis Jorge Fontana en el año 1908 (citándola como Columba albipennis), pero la colección de aves hecha por Fontana se ha perdido, por lo que la cita no puede ser verificada. En la década de 1940, A. B. Steullet y E. A. Deautier dieron a conocer la existencia de un ejemplar de esta paloma depositado en el museo de ciencias naturales de la ciudad de La Plata (MLP), elemento que carecía de referencias de colección, aunque suponían que podría haber sido colectado por Guillermo Gerling en su viaje al noroeste de la Argentina en los años 1895-1896. Ese ejemplar no existe más en ese museo. En el año 1904, C. Bruch había listado como coleccionado por Guillermo Gerling un macho en Rosario de la Frontera, Salta (el cual figura como Columba maculosa), que tal vez pudo haber sido el espécimen del Museo platense. En el año 1969, Gunnar Hoy enumera a esta paloma (a la que cita como Patagioenas maculosa albipennis) entre las que registró en la provincia de Salta, indicando que: “Habita la cordillera de Salta en los 3500 m. Sin ser común, no es rara.” Finalmente, en el año 2005 Jorge Navas y Aníbal Camperi dan a conocer información de este taxón proporcionada por Mark Pearman, quien lo registro varias veces, desde el año 1998 hasta 2004, en chacras de Yavi, extremo norte de la provincia de Jujuy, comiendo en el suelo o posados en los eucaliptos cultivados, incluso en bandadas de hasta 8 ejemplares. Estas observaciones continuaron durante los años subsiguientes, haciendo que su presencia allí sea calificada como “Frecuente”.
Distribución en Bolivia
En Bolivia esta paloma vive en las regiones montañosas del centro-oeste y centro-sur.
Distribución en Chile
El primer registro en Chile fue una observación en el año 2003 en la localidad de Putre. Desde allí logró conquistar las quebradas y valles agrícolas, que disectan los grandes desiertos, en especial en la región de Arica y Parinacota, con tendencia a producir avanzadas sostenidas hacia el sur, con registros en las localidades de Camiña (Tarapacá) y Caspana (Antofagasta).
Distribución en el Perú
En el Perú esta paloma se distribuía históricamente entre Lima y el centro-sur del país (Arequipa), sin embargo, durante el siglo XXI comenzó a desarrollar un proceso de sostenida expansión, que le permitió alcanzar hasta el extremo sur del país (departamento de Tacna) e incluso invadir el lindante norte chileno.

## Conservación
Según la organización internacional dedicada a la conservación de los recursos naturales Unión Internacional para la Conservación de la Naturaleza (IUCN), al encontrarse en un proceso de franca expansión numérica y geonómica, la clasificó como una especie bajo “preocupación menor” en la obra: Lista Roja de Especies Amenazadas.